# 列治文鎮區 (密蘇里州雷縣)
列治文鎮區（英語：Richmond Township）是位於美國密蘇里州雷縣的一個行政鎮區。

## 地方資料
列治文鎮區的面積為312.53平方千米，當中陸地面積為310.24平方千米，而水域面積為2.29平方千米。根據2020年美國人口普查的數據，當地共有人口9060人，而人口密度為每平方千米28.99人。